# Киселёв, Иван Андреевич (хоккеист)
Иван Андреевич Киселёв (род. 19 июля 1989 года) — российский хоккеист, нападающий «Арлана».

## Карьера
Воспитанник новосибирского хоккея. Выступал в командах «Сибирь-2», «Титан» и «Шахтёр» (Прокопьевск), игравшие в первенстве России среди команд первой лиги. В первой лиге провёл за четыре сезона 189 игр, набрав 69+90 очков по системе «гол + пас».
В сезоне 2009/10 играл в Молодёжной Хоккейной Лиге в составе «Сибирских Снайперов». В 31 игре набрах 10+15 очков.
С 2013 по 2015 год играет в чемпионате Казахстана. Защищая цвета столичной «Астаны» за два сезона провёл 112 игр, набрав 65+55 очков. В сезоне 2014/15 года стал лучшим бомбардиром забив 40 шайб, также стал лучшим по системе «гол + пас» с результатом 40+36.
С сезона 2015/16 играет в Высшей Хоккейной Лиге за «Зауралье» (Курган). Признан лучшим нападающим лиги по итогам декабря.
По итогам сезона 2015/16 стал лучшим ассистентом ВХЛ (26 голевых передач), и лучшим игроком «Зауралья» по мнению болельщиков. Всего за сезон Иван набрал 36 очков (10+26) в 48 играх.